# (63156) Yicheon
(63156) Yicheon est un astéroïde de la ceinture principale.

## Description
(63156) Yicheon est un astéroïde de la ceinture principale. Il fut découvert le 5 décembre 2000 à Bohyunsan par Young-Beom Jeon et Byung-Chol Lee. Il présente une orbite caractérisée par un demi-grand axe de 3,12 UA, une excentricité de 0,10 et une inclinaison de 10,5° par rapport à l'écliptique.

## Compléments